# Tunelul Huy-Sud
Tunelul Huy-Sud este un tunel feroviar de pe calea ferată 126 Statte–Ciney, situat în orașul belgian Huy. Tunelul are o lungime de 175 de metri și o lățime de 8 metri.
Tunelul Huy-Sud este situat pe malul stâng al fluviului Meuse, în prelungirea podului Pont de Fer, și traversează culmea numită Mont Picard. Secțiunea de linie dintre gara Huy-Sud și gara Statte pe care se află tunelul este neelectrificată și prevăzută cu un singur fir de circulație, însă tunelul a fost construit din start cu un gabarit care să permită o eventuală dublare la o dată ulterioară.
Deși circulația regulată pe linia 126 a trenurilor de călători a fost sistată în 1962, un trafic feroviar redus subzistă și în prezent între Statte și Marchin, grație atelierelor de confecții metalice Tôleries Delloye-Matthieu, astfel că tunelul este încă traversat la o frecvență redusă de garnituri de marfă, viteza de circulație fiind limitată la 40 km/h. 
Pe celălalt mal al Meusei, în imediata apropiere a gării Huy, un alt tunel se află în exploatare pe calea ferată 125.